# Emanuel Stubican
Emanuel Stubican (* 22. November 1998 in Stuttgart) ist ein deutscher Leichtathlet, der auf den Sprint spezialisiert ist.
Stubican startet für den VfL Sindelfingen. Im Juli 2017 wurde er in Grosseto bei der Leichtathletik-U20-Europameisterschaft Europameister mit der 4-mal-100-Meter-Staffel.
Stubican wuchs in Stuttgart einem Ortsteil von Bad Cannstatt auf.

## Sportliche Karriere
Emanuel Stubican spielte als Kind Fußball und wechselte im Alter von 15 Jahren zur Leichtathletik, wo er beim Turnerbund Bad Cannstatt startete.
2015 wurde Stubican im 200-Meter-Lauf Deutscher U18-Meister und belegte Rang 3 im 100-Meter-Lauf. 2016 belegte er Rang 3 in der höheren Altersklasse bei den Deutschen U20-Meisterschaften über 200 Meter. 2017 wurde er über 200 Meter Deutscher U20-Hallenmeister und holte Gold bei den Deutschen U20-Meisterschaften über 200 Meter. Der Deutsche Leichtathletik-Verband (DLV) nominierte Stubican für die 4-mal-100-Meter-Staffel bei den U20-Europameisterschaften in Grosseto und gewann die Goldmedaille mit einem faszinierenden Lauf, bei dem er den Angriff von Olympiateilnehmer Filippo Tortu auf den letzten Metern abwehren konnte.
2018 verletzte sich Stubican schwer und erlitt einen Muskelbündelriss. Eine langwierige Erkrankung bremste Stubican auch für die nächste Zeit länger aus. 2020 nahm Stubican bei den Deutschen Hallenmeisterschaften teil.

## Vereinszugehörigkeiten
Stubican startet seit 2018 für den VfL Sindelfingen und trainiert bei Marlon Odom und Jürgen Wörner. Zuvor war er beim TB Cannstatt.

## Bestleistungen
Freiluft
- 100 m: 10,52 s (Ulm, 4. August 2017)
- 200 m: 21,13 s (Ulm, 4. August 2017)
- 400 m: 51,27 s (Flein, 29. August 2015)
- 4 × 100 m: 39,48 s (Grosseto (Italien), 23. Juli 2017)